# Les 39 Clés

Les 39 Clés (titre original : The 39 Clues) est le titre d'un ensemble de romans d'aventures publiés à partir de 2008 et composé de cinq séries : Les 39 Clés (titre original : The 39 Clues), Cahill contre Vesper (titre original : Cahills vs. Vespers), Cahill contre Pierce (titre original : Unstoppable), Cahill contre Cahill (titre original : Doublecross) et Superspecial.

## Les 39 Clés

### SérieLes 39 Clés(Rick Riordan)
1. L'énigme des catacombes, Bayard Jeunesse, 2011 ((en) The enigma of the catacombs, 2008)(Rick Riordan)
2. Fausse note à Venise, Bayard Jeunesse, 2011 ((en) One False Note[1], 2008) (Gordon Korman)
3. Le Voleur de sabres, Bayard Jeunesse, 2011 ((en) The Sword Thief[2], 2009) (Peter Lerangis)
4. Expédition en Égypte, Bayard Jeunesse, 2011 ((en) Beyond the Grave[3], 2009) (Jude Watson)
5. Mystère au Kremlin, Bayard Jeunesse, 2011 ((en) The Black Circle[4], 2009) (Patrick Carman)
6. Destination Krakatoa, Bayard Jeunesse, 2011 ((en) In Too Deep[3], 2009) (Jude Watson)
7. Sur les traces de Chaka Zoulou, Bayard Jeunesse, 2012 ((en) The Viper's Nest[2], 2010) (Peter Lerangis)
8. Au sommet de l'Everest, Bayard Jeunesse, 2012 ((en) The Emperor's Code[1], 2010) (Gordon Korman)
9. Révélations aux Caraïbes, Bayard Jeunesse, 2012 ((en) Storm Warning[5], 2010) (Linda Sue Park)
10. Ultime défi en Grande-Bretagne, Bayard Jeunesse, 2012 ((en) Into The Gauntlet[6], 2010) (Margaret Peterson Haddix)

### SérieCahill contre Vesper
1. La Menace Vesper, Bayard Jeunesse, 2014 ((en) Vespers Rising[1], 2011) (Rick Riordan, Gordon Korman, Peter Lerangis et Jude Watson)
2. Panique à Florence, Bayard Jeunesse, 2014 ((en) The Medusa Plot[1], 2011) (Gordon Korman)
3. Piégés en Allemagne, Bayard Jeunesse, 2014 ((en) A King's Ransom[3], 2011) (Jude Watson)
4. Enquêtes à Samarcande, Bayard Jeunesse, 2015 ((en) The Dead of Night[2], 2012) (Peter Lerangis)
5. Frayeurs à Tombouctou, Bayard Jeunesse, 2015 ((en) Shatterproof[7], 2012) (Roland Smith)
6. Catastrophes au Brésil, Bayard Jeunesse, 2015 ((en) Trust No One[5], 2012) (Linda Sue Park)
7. L'Ultime Sacrifice, Bayard Jeunesse, 2016 ((en) Day of Doom[8], 2013) (David Baldacci)

### SérieCahill contre Pierce
1. La Menace Pierce, Bayard Jeunesse, 2016 ((en) Nowhere to Run[3], 2013) (Jude Watson)
2. La Rupture, Bayard Jeunesse, 2016 ((en) Breakaway[9], 2014) (Jeff Hirsch)
3. Compte à rebours, Bayard Jeunesse, 2017 ((en) Countdown[10], 2014) (Natalie Standiford)
4. L'Ultime Ingrédient, Bayard Jeunesse, 2017 ((en) Flashpoint[1], 2014) (Gordon Korman)

### SérieCahill contre Cahill
1. Mission Titanic, Bayard Jeunesse, 2018 ((en) Mission Titanic[3], 2015) (Jude Watson)
2. Mission Hindenburg, Bayard Jeunesse, 2018 ((en) Mission Hindenburg[11], 2015) (C. Alexander London)
3. Mission Amsterdam, Bayard Jeunesse, 2018 ((en) Mission Hurricane[12], 2016) (Jenny Goebel)
4. L'Ultime Trahison, Bayard Jeunesse, 2019 ((en) Mission Atomic[13], 2016) (Sarwat Chadda)

### SérieSuperspecial
1. (en) Outbreak[14], 2016 (C. Alexander London)

### Hors-série
- Le Carnet secret, Bayard Jeunesse, 2013 ((en) The Black Book of Buried Secrets[15], 2009) (Mallory Kass)

## Personnages
Les deux personnages principaux sont Amy et Daniel Cahill, deux orphelins élevés par leur tante : Béatrice Cahill. À la mort de leur grand-mère : Grace Cahill, que les deux enfants aimaient beaucoup, ils se trouvent plongés dans une grande chasse au trésor dont le vainqueur deviendra le maître du monde. Pour remporter cette mystérieuse quête, Amy et Dan doivent réunir 39 ingrédients qui permettent de faire...
- Dan Cahill : héros, frère d'Amy et petit-fils de Grace. Clan : Madrigal
- Amy Cahill : héroïne, sœur de Dan et petite-fille de Grace. Clan : Madrigal
- Arthur Trent et Hope Cahill : parents d'Amy et Dan, sont morts avant le début de l'histoire. Clan : Madrigal
- Grace Cahill : grand-mère de Dan et Amy, meurt dans le tome 1. Clan : Madrigal
- Béatrice Cahill : grand-tante et tutrice de Dan et Amy, sœur de Grace. Clan : Madrigal
- Saladin : chat de Grace.
- Nellie Gomez : jeune fille au pair, garde Dan et Amy, abandonne tout pour eux. Clan: Madrigal, première non-Cahill devenue Madrigal
- Alistair Oh : oncle de Dan et Amy, meurt dans le tome 17. Clan : Ekaterina
- Jonah Wizard : cousin de Dan et Amy. Clan : Janus
- Irina Spasky : cousine de Dan et Amy. Clan : Lucian, meurt dans le tome 6 en sauvant Dan, Amy et Alistair d'une mort certaine dont Isabel rêvait.
- Ian et Natalie Kabra : cousins de Dan et Amy. Natalie meurt dans le tome 17 (L'Ultime Sacrifice). Clan : Lucian
- Eisenhower, Mary-Todd, Hamilton, Reagan et Madison Holt : cousins de Dan et Amy. Clan : Tomas
- Sinead, Ned et Theodore (Ted) Starling : cousins de Dan et Amy. Clan : Ekaterina. Sont mis hors-course dans le tome 1 et reviennent dans le tome 10 Ted a perdu la vision et Ned souffre de migraines permanentes.
- William MacIntyre : notaire de Grace. Ami de ''l'homme en noir'' ; il meurt dans le tome 13. Clan : Madrigal
- ''L'homme en noir''=Fiske Cahill : petit frère de Grace, Grand Oncle d'Amy et Dan, Ami de MacIntyre. Clan : Madrigal
- Bae Oh : oncle d'Alistair. Leader des Ekaterina
- Isabel Kabra : mère de Ian et Natalie. Clan Lucian. Assassin de Hope et Arthur Cahill (précision dans le tome 14) et d'Irina Spasky. Elle meurt dans le tome 17 (L'Ultime Sacrifice).
- Cora et Broderick Wizard : parents de Jonah Wizard. Clan : Janus. Cora est la leader du clan Janus et pousse son fils pendant la chasse aux 39 clés.
- Evan Tolliver : amoureux d'Amy, meurt dans le tome 17, informaticien de génie. Non-Cahill
- Jake et Atticus Rosenbloom : amis d'Amy et Dan ; Jake est le petit ami d'Amy. Non-Cahill
- Phoenix Wizard : cousin direct de Jonah, mère : Laëtitia Wizard. Clan Janus.

Tous ces personnages ont deux ancêtres communs : Gideon et Olivia Cahill, créateurs du sérum.

## Les différents clans de la famille Cahill

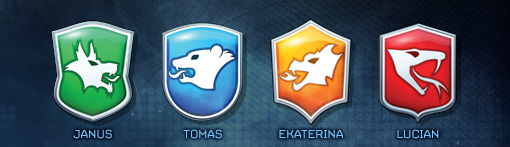
Clans

- Les Ekaterina : ce sont des « grosses têtes ». Ils comptent entre autres dans leurs rangs Albert Einstein, Marie Curie, etc. Ce sont les descendants de Katherine Cahill.
- Les Tomas : ce sont des athlètes nés. Leur clan compte les plus grands sportifs mondiaux, par exemple: Usain Bolt, Jesse Owens... Ils sont les descendants de Tomas Cahill.
- Les Janus : ce sont des artistes tels que Vinci, Rembrandt,Vincent Van Gogh, Wolfang Amadeus Mozart... Ce sont les descendants de Jane Cahill.
- Les Lucian : ce sont des stratèges et des hommes politiques comme Winston Churchill, Napoléon 1er, Franklin, etc. Ils sont les descendants de Luke Cahill.
- Les Madrigal : ils n'ont aucun don particulier. Ce sont les descendants de Madeleine Cahill, fille d'Olivia Cahill.

## Tomes

### Première série:Les 39 Clés

#### Tome 1:L’Énigme des catacombes
- Écrit par Rick Riordan.
- Titre original : The Maze of Bones

Grace Cahill, la grand-mère de Dan et Amy, vient de mourir. À la suite de la lecture du testament, les deux enfants décident de participer à la chasse aux 39 clés en abandonnant les deux millions de dollars dont ils auraient bien besoin. Ils se voient remettre un premier indice : « RESOLUTION DE F. : que cachent ces caractères imprimés ? Pour le savoir, cherchez Richard S. »

#### Tome 2:Fausse note à Venise
- Écrit par Gordon Korman.
- Titre original : One False Note

Les jeunes héros poursuivent la chasse aux 39 clés, commencée à la mort de Grace Cahill. Les voilà en Autriche, la patrie de Mozart. Après plusieurs recherches, Amy devine qu'un indice se cache dans le journal ayant appartenu à Nannerl Mozart, la sœur du compositeur... Seulement le journal a disparu !

#### Tome 3:Le Voleur de sabres
- Écrit par Peter Lerangis.
- Titre original : The Sword Thief

Pour mettre toutes les chances de leur côté, Dan et Amy décident cette fois de s'allier avec leur oncle Alistair Oh. Ensemble ils embarquent, pour le Japon. Une fois sur place, ils filent à la bibliothèque nationale pour suivre une première piste : décrypter le message inscrit sur les sabres découverts à Venise.

#### Tome 4:Expédition en Égypte
- Écrit par Jude Watson.
- Titre original : Beyond the Grave

Après avoir envoyé les Kabra sur une fausse piste, au Kirghizistan, Amy, Dan et Nellie se rendent au Caire, en suivant l'indice Al Sakhet. Au beau milieu d'un souk, ils font la connaissance d'un jeune homme, Théo, passionné d'histoire. Ensemble, ils vont suivre les traces d'un Lucian, le général Bonaparte, lors de son expédition en Égypte en 1798...

#### Tome 5:Mystère au Kremlin
- Écrit par Patrick Carman.
- Titre original : The Black Circle

Dan et Amy reçoivent un mystérieux télégramme signé NRR : « L'heure tourne. Vous avez trente-six heures pour me retrouver, après quoi la chambre sera fermée pour toujours. » Déguisés, les deux enfants partent en Russie, à la recherche de cet étrange expéditeur. Sur place, ils décident de suivre la piste des derniers tsars, sauvagement assassinés...

#### Tome 6:Destination Krakatoa
- Écrit par Jude Watson.
- Titre original : In Too Deep

Dan et Amy se rendent à Sydney, à la recherche d'une nouvelle clé. Ils profitent de l'occasion pour retrouver oncle Shep, le cousin de leur père. Le mystère plane... 

#### Tome 7:Sur les traces de Chaka Zoulou
- Écrit par Peter Lerangis.
- Titre original : The Viper's Nest

Au matin de l'incendie de l'hôtel qui a coûté la vie à Irina Spasky, Dan et Amy retrouvent dans un carnet de l'ex-espionne une mystérieuse phrase, extraite d'une chanson. Ils comprennent que leur prochaine destination est Pretoria en Afrique du Sud. Sur place, un vieil homme leur remet une carte postale retraçant l'histoire de Chaka Zoulou, un guerrier sans pitié, membre du clan Tomas... 

#### Tome 8:Au sommet de l'Everest
- Écrit par Gordon Korman.
- Titre original : The Emperor's Code

Cette fois, Dan et Amy suivent les traces du dernier empereur chinois, Puyi. Alors qu'ils attendent Nellie place Tian'anmen, une violente dispute éclate entre le frère et la sœur. En effet, depuis qu'Amy sait que ses parents étaient des Madrigal, des renégats craints de tous, elle émet de sérieux doutes sur leur intégrité morale. Dan, lui, refuse d'y croire. Furieux contre sa sœur, il s'enfuit, bien décidé à abandonner la chasse aux 39 clés et disparaît…

#### Tome 9:Révélations aux Caraïbes
- Écrit par Linda Sue Park.
- Titre original : Storm Warning

Dan et Amy partis aux Caraïbes sur les traces de la pirate Anne Bonny, une Madrigal après la découverte d'un médaillon en Chine, rencontrent Lester et sa grand-mère, des amis de Grace. Ceux-ci leur donnent un petit serpent en argent comme celui de Nellie.

#### Tome 10:Ultime défi en Grande-Bretagne
- Écrit par Margaret Peterson Haddix.
- Titre original : Into The Gauntlet

La chasse aux 39 clés se termine ! Rendez-vous en Grande-Bretagne et en Irlande ! Ultime étape : Londres, sur les traces de Shakespeare. Après avoir trouvé un indice près de la tombe du célèbre dramaturge, Amy, Dan et Nellie partent vers une île inconnue, au large de l'Irlande. Ils y découvrent la demeure ancestrale de Gideon Cahill, l'ancêtre de la famille. Mais ils ne sont pas seuls, tous les représentants de chaque branche ont suivi la même piste...

### Deuxième série:Cahill contre Vesper

#### Tome 11:La Menace Vesper
- Écrit par Gordon Korman, Peter Lerangis, Rick Riordan et Jude Watson.
- Titre original : Vespers Rising

Raconte quatre histoires liées à la famille Cahill. L'incendie qui a tué Gideon Cahill, l'histoire de Madeleine Cahill, une aventure de Grace Cahill en pleine seconde guerre mondiale et pour finir, la première aventure de Dan et Amy face aux Vesper.

#### Tome 12:Panique à Florence
- Écrit par Gordon Korman.
- Titre original : The Medusa Plot

Vesper I, le chef des Vesper, a capturé sept membres de la famille Cahill, Natalie Kabra, Ted Starling, Reagan Holt, Phoenix Wizard, Alistair Oh, Nellie Gomez et Fiske Cahill. Pour les libérer, Dan et Amy doivent voler La Méduse du peintre Caravage.

#### Tome 13:Piégés en Allemagne
- Écrit par Jude Watson.
- Titre original : A King's Ransom

Voici nos deux jeunes héros à Lucerne, en Suisse, où Vesper I les envoie afin de retrouver une mappemonde qui n'a pas été vue depuis un siècle. Dan et Amy n'ont que quelques jours pour la retrouver.

#### Tome 14:Enquêtes à Samarcande
- Écrit par Peter Lerangis.
- Titre original : The Dead of Night

#### Tome 15:Frayeurs à Tombouctou
- Écrit par Roland Smith.
- Titre original : Shatterproof

#### Tome 16:Catastrophes au Brésil
- Écrit par Linda Sue Park.
- Titre original : Trust No One

#### Tome 17:L'Ultime Sacrifice
- Écrit par David Baldacci.
- Titre original : Day of Doom
- Natalie meurt. Isabel meurt. Evan meurt.

### Troisième série:Cahill contre Pierce

#### Tome 18:La Menace Pierce
- Écrit par Jude Watson.
- Titre original : Nowhere to Run

#### Tome 19:La Rupture
- Écrit par Jeff Hirsch.
- Titre original : Breakaway

#### Tome 20:Compte à rebours
- Écrit par Natalie Standiford.
- Titre original : Countdown

#### Tome 21:L'Ultime Ingrédient
- Écrit par Gordon Korman.
- Titre original : Flashpoint
- Evan meurt. Isabel meurt . Natalie meurt .

### Quatrième série:Cahill contre Cahill

#### Tome 22:Mission Titanic
- Écrit par Jude Watson.
- Titre original : Mission Titanic

#### Tome 23:Mission Hindenburg
- Écrit par C. Alexander London.
- Titre original : Mission Hindenburg

#### Tome 24:Mission Amsterdam
- Écrit par Jenny Goebel.
- Titre original : Mission Hurricane

#### Tome 25:L'Ultime Trahison
- Écrit par Sarwat Chadda.
- Titre original : Mission Atomic

### Cinquième série:Superspecial

#### Tome 26:Outbreak
- Écrit par C. Alexander London.
- Titre original : Outbreak

### Hors-série

#### Le Carnet secret
- Écrit par Mallory Kass.
- Titre original : The Black Book of Buried Secrets